# Álvaro García Jiménez
Álvaro Eduardo García Jiménez (Bogotá, 30 de noviembre de 1965) es un periodista y diplomático colombiano, que se desempeñó como Embajador en Argentina y director de la Radio Televisión Nacional de Colombia. Decano de la Escuela de Comunicación e Industrias Digitales de la Universidad Sergio Arboleda. (2023- actualidad) 

## Biografía
Nacido en Bogotá en 1965, estudió Filosofía y Letras en la Universidad de Los Andes. Empezó su trayectoria en 1983 como redactor y cronista de las revistas Magazín Al Dia, bajo la dirección de Elvira Mendoza y Cromos, con la dirección de Antonio Morales. Hizo parte también de la redacción de noticieros de televisión como Noticias Uno (Dirigido por Margarita Vidal y Juan Gossain) y del Noticiero de las Siete. En 1991 como realizador de la serie Palabra Mayor, producida la Compañía de Informaciones Audiovisuales, serie premiada nacional e internacionalmente por entrevistas y perfiles de los escritores más importantes de América Latina como Ernesto Sabato, Bioy Casares, Octavio Paz, Carlos Fuentes, Fernando Charry Lara, entre otros.
Entre enero de 1992 y diciembre de 1995 fue encargado del Concepto Creativo y la Sub Dirección de NTC Noticias, dirigido por Daniel Coronell, y Codirector del programa Talentos, con Heriberto Fiorillo, uno de sus maestros en el periodismo. En Prego TV se desempeñó como Sub director del Noticiero Nacional desde enero de 1995 hasta enero de 1996. De allí pasó a ocupar la posición de Editor General de la Revista Cromos, bajo la dirección de Isaac Lee. 
En 1998 llega a Publicaciones Semana, para fundar y dirigir la revista Jet Set. Dejó Semana para  ir en julio de 1998  RCN Televisión donde fue Vicepresidente de Información, Director de Noticias y Director y presentador en su programa de entrevistas Primera Línea. En Primera Línea publicó entrevistas en Colombia y el mundo con líderes y referentes mundiales de la ciencia, el arte, la industria y la política: Bill Gates, Naomi Campbell, Dalai Lama, Juan Manuel Santos, Deepak Chopra, Álvaro Uribe Vélez, Roberto Gómez Bolaños, Nicolás Sarkozy, Fernando Botero, Rodolfo Llinás, etc. Basándose en el programa, publicó un libro homónimo recopilatorio de las mejores entrevistas con la editorial Villegas Editores en el año 2007.
García Jiménez hizo parte de la delegación nacional del encuentro de la Sociedad Civil de Colombia con la guerrilla del ELN en Ginebra, Suiza en julio del año 2000.
Durante su paso por RCN participó como Asesor periodístico en la coordinación de proyectos editoriales de RCN y Editorial Televisa en México y Colombia. Entre junio de 2007 y julio de 2008 trabajó con RCN y Page One Media Group como director de la Revista Poder, publicación especializada en negocios, economía y política. A su vez, fue fundador y Editor General de la Revista Caras-Colombia  entre septiembre de 2003 y agosto de 2008.
García Jiménez dirigió el documental Operación Jaque para National Geographic International, el cual fue el más visto y uno de los preferidos por los televidentes del canal, según encuesta realizada por este en 2008.
Entre diciembre de 2008 y enero de 2012 fue Embajador de Colombia en Buenos Aires, Argentina, durante los gobiernos de Álvaro Uribe Vélez y Juan Manuel Santos. En ese país participó en la creación de la Cátedra Colombia en la Universidad Torcuato Di Tella y coordinó los Foros Empresariales Colombia-Argentina de 2009, 2010 y 2011. Durante su estadía en la capital de Argentina, escribió artículos para los diarios Clarín, La Nación y Ámbito financiero sobre temas culturales, políticos y económicos.
A su regreso a Colombia (2012) se vincula con empresa FTI Consulting, donde se desempeñó como Vicepresidente Senior, cargo en el que realizó consultorías en temas de comunicaciones y reputación para empresas y Gobiernos. Coordinó la estructura informativa de la Cumbre de las Américas en Cartagena en 2012 y en  ese año se vinculó a   RTVC Colombia como director del programa de radio Entrevistas con Álvaro García. En julio de 2013 llega a Claro Televisión Colombia como director del noticiero Red+ Noticias y  del programa de entrevistas, Palabras Más.
Con Red +Noticias obtuvo el Premio Nacional de Periodismo Simón Bolívar, en la categoría de Noticia en TV, junto con su colegas Mario Villalobos, Giovanni Celis y Gabriel Romero. García Jiménez ha ganado el Premio Simón Bolívar en seis oportunidades.
A partir de julio de 2017 llega a Miami, Estados Unidos, como Continuity Vice President en Univision, la compañía hispana de telecomunicaciones más grande de Estados Unidos. Permanece allá hasta mediados de 2018 y regresa a Colombia para trabajar como Alto Consejero para las Comunicaciones del gobierno del presidente de Colombia Iván Duque Márquez.

## Reconocimientos
Durante su trayectoria en el Canal RCN fue merecedor de los siguientes premios:
- Ganador del Premio Nacional de Periodismo Simón Bolívar. Categoría Mejor Cubrimiento de una Noticia en TV. 2002
- Ganador del Premio Nacional de Periodismo Simón Bolívar. Categoría Mejor Cubrimiento de una Noticia en TV. 2003
- Ganador del Premio Nacional de Periodismo Simón Bolívar. Categoría Mejor Cubrimiento de una Noticia en TV. 2005.
- Ganador del Premio Nacional de Periodismo Simón Bolívar. Categoría Mejor Informe TV. 2006
- Ganador del Premio Nacional de Periodismo Simón Bolívar. Categoría Mejor Entrevista en TV. 2007.
- Noticias RCN gana los Premios TV y Novelas (por votación del público) al Mejor Noticiero de Colombia en 2000, 2001, 2003, 2006, 2007 y 2008.
- Noticias RCN gana el Premio Nacional al Periodismo Económico en 2001, 2003 y 2005
- Noticias RCN gana el Premio  de Periodismo ACOPI  en 2007,  por informes sobre Pequeña y Mediana Empresa en Colombia.
- Noticias RCN y el programa LA NOCHE de RCN ganan el Premio de la Fundación Nuevo Periodismo y CEMEX, con el Reportaje “Cómo voy a Olvidarte”, de Jorge Enrique Botero.

Además, En agosto de 2014 recibió la Gran Cruz al Mérito de la Comunicación Iberoamericana Antonio Nariño, de la Sociedad Colombiana de Prensa.